# Blakea guatemalensis
Blakea guatemalensis là một loài thực vật có hoa trong họ Mua. Loài này được Donn. Sm. mô tả khoa học đầu tiên năm 1889.